# Benali Benamar
Benali Benamar (en arabe : بن علي بن عمار) est un footballeur algérien né le 12 janvier 1995 à Tiaret. Il évolue au poste de défenseur central à l'ES Mostaganem.

## Biographie
Il évolue en première division algérienne avec les clubs de l'Olympique de Médéa et du MC Oran. Il dispute 49 matchs en inscrivant 4 buts.

## Palmarès
O Médéa
- Championnat d'Algérie D2 (1) :
  - Champion : 2019-20.